# Kálmán Béla (fotóművész)
Kálmán Béla (Budapest, 1921. július 29. – 2011. június 26.) magyar születésű fotóművész, 1956-tól az Egyesült Államokban élt.

## Életpályája
Apja Kálmán Sándor újságíró. 1939-ben érettségizett a Berzsenyi Dániel Gimnáziumban. Eleinte apjához hasonlóan az újságírás foglalkoztatta, ezért a középiskola befejezését követően beiratkozott a Columbia Egyetem újságíró szakára, ahova 1939. októberi kezdéssel fel is vették, de kiutazni már nem tudott a második világháború kitörése miatt, mert az amerikaiak felfüggesztették a vízumok kiadását.
Már korábban is érdekelte a fotózás, ezért elment fényképészinasnak Borsody Géza fényképészmesterhez. 1941-ben a nevesnek számító Várkonyi Stúdióban kapott állást, de közben Borsodynak is tovább dolgozott asszisztensként. Neve egyre ismertebb lett a szakmában színházi és táncfotósként, ezért 1945-ben önálló műtermet nyitott az Anker-palotában, ahol egyszerre nyolc társulat számára készített portrékat, tánc- és színházi felvételeket. Az államosítást követően 1952-ben a Fényképész Szövetkezethez került, az Oktogonnál dolgozott, négy évvel később azonban a kivándorlás mellett döntött, és az Egyesült Államokba költözött.
Eleinte Chicagóban, majd 1957-től New Yorkban dolgozott felvételvezetőként, ezt követően rövid ideig New Jersey-ben volt állása egy német fényképész mellett. 1959-ben került Bostonba, ahol végleg letelepedett. Itt vásárolta meg azt a műtermet 1966-ban, ahol addig alkalmazásban állt. Főleg reklám- és alkalmazott fotókat készített, 1980-ban pedig saját galériát is nyitott, 1983-ban azonban eladta a műtermet (ekkorra már amerikai állampolgárságot kapott). Ezt követően a művészi célú fotózás felé fordult, saját kiállításain és könyvein kezdett el dolgozni. Színes táj- és műemlékfotókat, életképeket készített, növényeket fényképezett közelről. Témáit általában a látványértékük alapján választotta meg, élete vége felé fotóin absztrakcióba hajló formajátékok jelentek meg.

## Díjai
- Székely Aladár-díj (1948)
- A FIAP (Nemzetközi Fotóművészeti Szövetség) művésze – AFIAP (1956)
- A FIAP kiválósága – EFIAP (1978)
- A FIAP mestere – MFIAP (1984)[5]
- Életműdíj a Magyar Fotóművészek Szövetségétől (1999)[3]

## Kiállításai

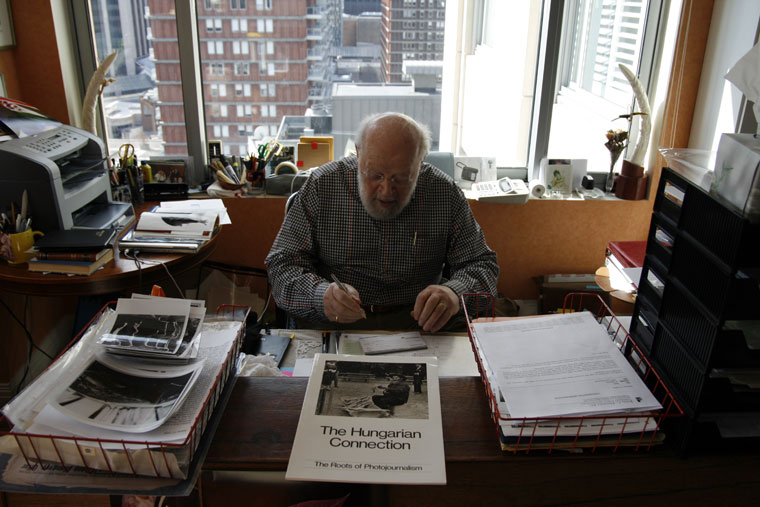
Kálmán Béla az íróasztalánál Bostonban
(Eifert János fotója, 2008)

### Egyéni kiállítások
- 1964, 1967 – Boston
- 1974 – Angkor, Worcester Art Museum – Museum of Fine Arts, Boston
- 1977 – Museum of Fine Arts, Boston
- 1981 – BSO Hall, Boston
- 1983 – Budapesti Történeti Múzeum – Janus Pannonius Múzeum, Pécs – Tornyai János Múzeum, Hódmezővásárhely
- 1986 – Brockton Art Museum
- 1988 – Polaroid Corporation Cambridge
- 1989 – University of Massachusetts Art Gallery, Boston
- 1990 – College de Santa Fé Art Department Gallery
- 1992 – Yildiz University Photography G., Isztambul
- 1993 – Magyar Fotográfiai Múzeum, Kecskemét – Egri Ifjúsági Ház Galéria, Eger – Marosvásárhely
- 1995 – Andrew Smith Gallery, San Francisco – A Life in Photography, The Photographic Resource Center, Boston
- 1999 – Mai Manó Ház, Budapest

### Válogatott csoportos kiállítások
- 1957 – Life Magazin, New York
- 1982 – Tisztelet a szülőföldnek. Külföldön élő magyar származású művészek II. kiállítása, Műcsarnok, Budapest

## Kötetei
- Angkor. Monuments of the God-kings; szöveg Joan Lebold Cohen; Thames and Hudson, London, 1975
- Kálmán Béla. 1993. július 16–augusztus 11. Magyar Fotográfiai Múzeum. 1993. augusztus 18–szeptember 5. Egri Ifjúsági Ház Galériája. 1993. október Marosvásárhely; kiállításrend. Kincses Károly, katalógusszerk. Kolta Magdolna; Magyar Fotográfiai Múzeum, Kecskemét, 1993
- The third eye. Béla Kalman – a lifetime in photography; szöveg Sally Eauclaire; Yearout–University of New Mexico Press, Weston–Albuquerque, 1994
- Kálmán Béla utazásai / Béla Kalman's travels; szöveg Kálmán Béla, Kincses Károly; Magyar Fotográfiai Múzeum, Bp., 2007